# Kriminaltango
Pour plus de détails, voir Fiche technique et Distribution.
Kriminaltango est un film autrichien réalisé par Géza von Cziffra sorti en 1960.
La comédie est un remake de Des invités dangereux, film allemand sorti en 1949 avec Wolf Albach-Retty et Käthe Haack, que Von Cziffra a également réalisé.
Le titre fait référence à la chanson schlager Kriminal-Tango de Hazy Osterwald Sextett, qui connut un grand succès en 1959.

## Synopsis
Peter, un jeune propriétaire de maison en faillite, veut vendre sa maison et déménager à la campagne avec sa tante Agathe. En attendant, son ami Albert et sa nièce Inge sont censés garder la maison. Quand il apprend que les trois escrocs Boxer-Franz, Taschen-August et Klau-Maxe y sont présents, il s'introduit par effraction dans sa propre maison, où il rencontre les trois cambrioleurs qui pensent qu'il est un "collègue professionnel". Les escrocs attendent de lui qu'il incarne le propriétaire de la maison et souhaitent percevoir eux-mêmes les bénéfices.

## Fiche technique
- Titre : Kriminaltango
- Réalisation : Géza von Cziffra assisté de Lothar Gündisch
- Scénario : Géza von Cziffra (sous le pseudonyme de Richard Anden)
- Musique : Heinz Gietz
- Direction artistique : Fritz Jüptner-Jonstorff, Alexander Sawczynski
- Costumes : Gerdago
- Photographie : Sepp Ketterer
- Son : Herbert Janeczka
- Montage : Arnfried Heyne
- Production : Herbert Gruber
- Sociétés de production : Sascha-Film
- Société de distribution : Gloria Filmverleih
- Pays de production :  Autriche
- Langue : allemand
- Format : Noir et blanc - 2,35:1 - Mono - 35 mm
- Genre : Comédie
- Durée : 87 minutes
- Dates de sortie :
  - Allemagne : 15 août 1960.
  - France : 12 janvier 1962[1].

## Distribution
- Peter Alexander : Peter Martens
- Vivi Bach : Inge
- Peter Carsten : Boxer-Franz
- Fritz Muliar : Klau-Maxe
- Boy Gobert: Taschen-August
- Rudolf Vogel : Lorenz, le majordome
- Günther Lüders : Oncle Albert
- Margarete Haagen : Tante Agathe
- Susi Nicoletti : Mme Schleinitz
- Rolf Olsen : Le directeur Schleinitz
- Frauke Sinjen : Elisa Schleinitz
- Sylvia Lydi : Gerti, la gouvernante
- Sieglinde Thomas : Lina
- C. W. Fernbach : Huber, le bourgmestre
- Raoul Retzer : Me Roeder, avocat
- Emanuel Schmied: Jenny, le malfrat